# Valentin Loellmann
Valentin Loellmann (Lörrach, Baden-Württemberg, 1983) is een Duits kunstenaar, ontwerper en oprichter-eigenaar van Studio Valentin Loellmann. Hij is vooral bekend vanwege zijn exclusieve meubel- en interieurontwerpen en zijn centrale rol bij de omvorming van de Cokesfabriek in Maastricht tot kunstobject en cultuurcentrum.

## Levensloop
Valentin Loellmann werd geboren als tweede van vijf kinderen in een kunstzinnige familie en groeide op in een landelijke omgeving in Zuid-Duitsland, vlak bij Bazel (Zwitserland). Zijn vader, Uwe Loellmann (1955), is keramisch kunstenaar. Zijn moeder, Cordula von Stietencron (1959) is textielkunstenares. Beide ouders brachten hun kinderen liefde voor de natuur en kunsten bij.
Hij studeerde van 1999 tot 2009 Productvormgeving aan de Academie Beeldende Kunsten Maastricht (Maastricht Institute of Arts), naar eigen zeggen "een toevallige keuze". Halverwege zijn studie nam hij een pauze en verbleef enige tijd in Bangkok, omdat hij meende dat de Aziatische benadering van design serieuzer was. Daar kwam hij tot de overtuiging dat hij toch de minder dogmatische Europese benadering prefereerde, waarna hij terugkeerde naar Maastricht. Zijn afstudeerproject Past Memories, dat onder meer een uit oude lades opgebouwde kast bevatte, werd door de examencommissie afgewezen, maar werd kort daarna door New Yorkse handelaren aangekocht.
Na zijn afstuderen begon hij in 2010 zijn eigen ontwerpatelier, daarbij gesteund door de Parijse galeriehoudster Marie-Bérangère Gosserez, die zijn talent al in een vroeg stadium onderkende. Het atelier was gevestigd in een oude loods aan het Volksplein in de Maastrichtse volksbuurt Mariaberg. De loods werd aanvankelijk gehuurd en gedeeld met enkele andere kunstenaars. Doordat zijn werk goed verkocht kon hij de loods al na enkele jaren kopen, waarna hij het gebouw stripte en naar eigen inzichten inrichtte, met onder andere een publieksruimte, een gezamenlijke keuken en een botanische tuin met waterpartij. In de publieksruimte werden kleinschalige concerten gegeven onder de noemer Studio Valentin Loellmann invites. Het atelier bestond aanvankelijk uit Loellmann en een vijftal medewerkers, waaronder zijn broer Jonas Loellmann, die de publiciteit verzorgt. Door de groei van het bedrijf nam het aantal medewerkers toe (twaalf in 2020) en ontstond er behoefte aan meer ruimte.
Loellmann ziet zichzelf in de eerste plaats als kunstenaar. Zijn werk wordt gekocht door liefhebbers die zijn esthetiek waarderen en zijn bredere visie delen. Hoewel zijn ontwerpen veel geld opleveren, heeft dit niet zijn primaire interesse. Het stelt hem in staat zijn visionaire projecten te verwezenlijken. Het opnieuw vormgeven van zijn diverse woonhuizen en ateliers in Maastricht bleek een voorbode te zijn van zijn wens om een eigen gebouw te creëren. Daarvoor had hij aanvankelijk een deel van het Landbouwbelang op het oog, maar uiteindelijk koos hij, in overleg met de Gemeente Maastricht, voor de aan de rand van het Frontenpark gelegen Cokesfabriek. Het aanpakken van de bouwvallige fabriek, geheel op eigen risico en tegen het advies van de bank en andere raadgevers, wordt door hem gezien als passend in een reeks projecten waarin hij zijn wijdere creatieve visie vorm kan geven.
Valentin Loellmann is ongehuwd, is sinds 2017 vader van een dochter en woonde in Maastricht onder andere in een eigenhandig verbouwde paardenstal.

## Werk

### Meubels en andere ontwerpen

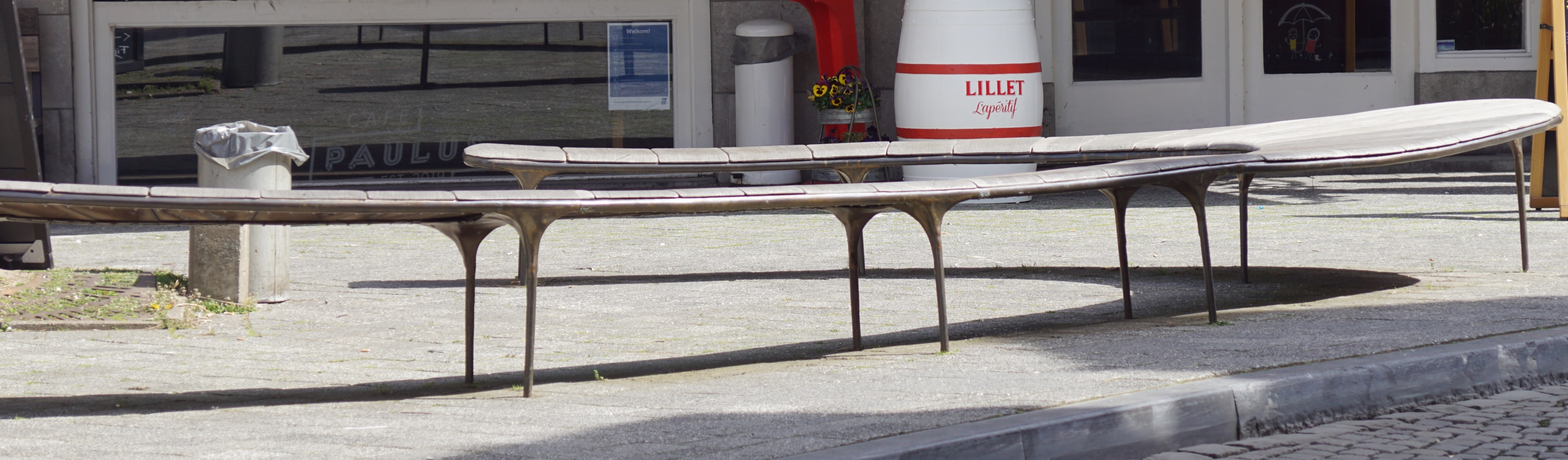
Door Loellmann ontworpen zitbank, Oude Tweebergenpoort, Maastricht

Loellmanns ontwerpen kenmerken zich door hun organische vormen en ingetogen expressiviteit. Een grote inspiratiebron is voor hem de Japanse cultuur. Zijn werk bestaat uitsluitend uit unica. Ontwerptekeningen maakt hij niet. Bij zijn meubels begint hij meestal met een stuk hout, dat hij eindeloos bewerkt, vaak combineert met koper, messing of staal, waardoor er bijzondere objecten ontstaan, die het midden houden tussen sculptuur en design. Andere gebruikte materialen zijn marmer en kunsthars (epoxy). Werk van Loellmann was onder andere te zien op de Dutch Design Week, Art Basel, FIAC Parijs, Collective New York, en Pavillon Art & Design (PAD) in Parijs, Genève en Londen.
In de Maastrichtse binnenstad is sinds 2017 een zitobject van Loellmann te zien in de openbare ruimte. De bank, die de vorm heeft van een afgeronde open driehoek, vouwt zich om een boom op de splitsing van Brusselsestraat in Grote Gracht en Oude Tweebergenpoort. Voor een cosmeticawinkel in de Utrechtsestraat in Amsterdam ontwierp hij in 2019 de winkelinrichting. In Londen ontwierp hij enkele ruimtes in de Blue Mountain School, een modewinkel annex galerie, archief en restaurant. Verder ontwierp hij interieurs van woonhuizen in onder andere Maastricht, Aken, Parijs en La Palma.

### Cokesfabriek

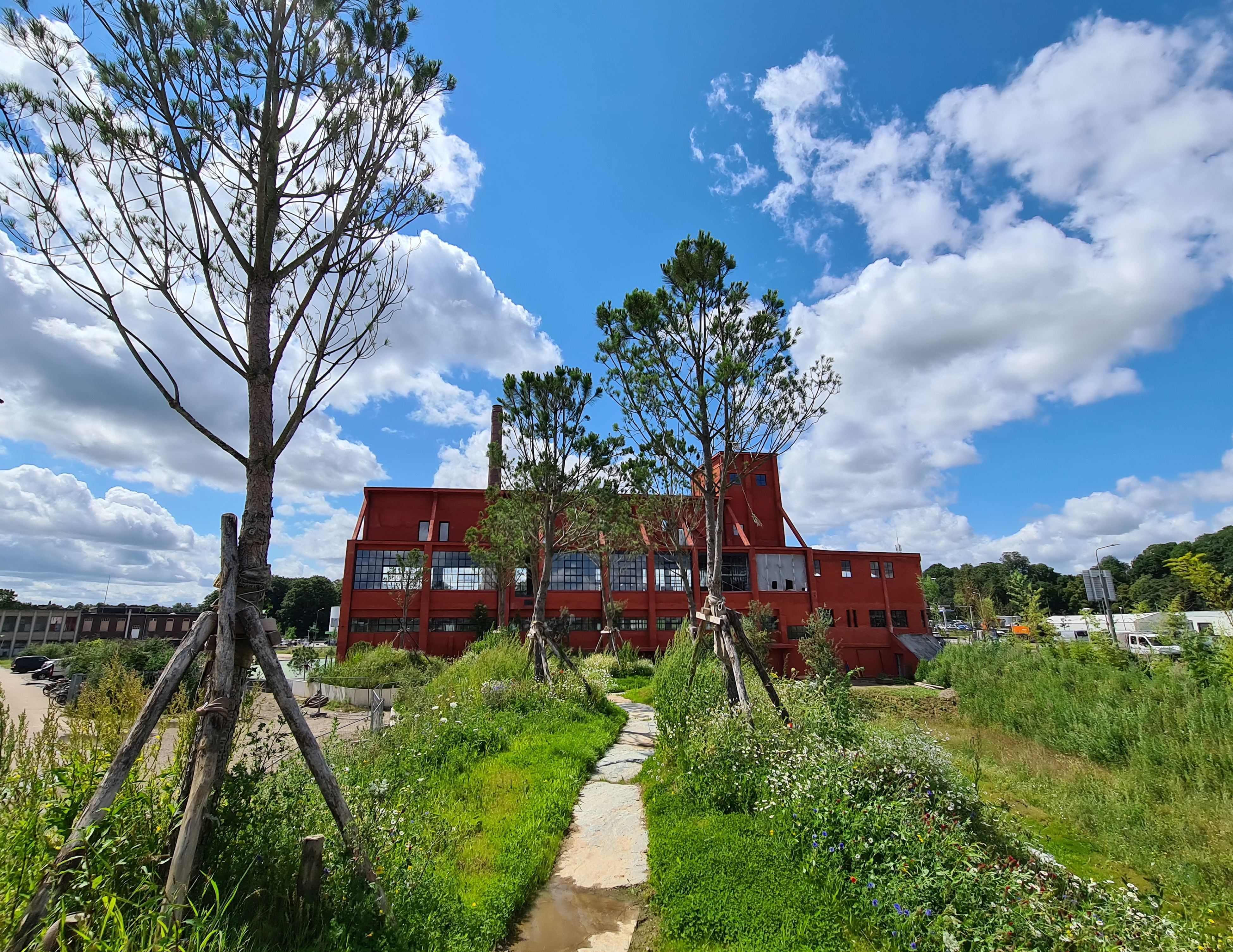
Cokesfabriek en deels voltooid park, 2021

Vanaf december 2019 is Loellmann eigenaar van de Cokesfabriek in Maastricht, inclusief het 5000 m² grote, vervuilde fabrieksterrein eromheen. Voor het rijksmonument, dat door betonrot in zeer slechte staat verkeerde en waarvan bovendien delen waren gesloopt voor het omleggen van de Noorderbrug-aanlanding in 2015, zocht de Gemeente Maastricht een nieuwe bestemming. Loellmann kocht het gebouw en restaureerde het in eigen beheer, waarbij hij elke vorm van subsidiëring afwees, naar eigen zeggen, om zoveel mogelijk ongehinderd zijn gang te kunnen gaan en "omdat gesubsidieerde projecten er allemaal hetzelfde uitzien". De uitwendige restauratie was eind 2020 min of meer afgerond. Nieuw en meest in het oog springend is de rode pigmentkleur, waarvoor de Rijksdienst voor het Cultureel Erfgoed na enige aarzeling toestemming verleende.
Loellmann richtte de begane grond en de eerste verdieping in als werkplaats en kantoor voor zijn  bedrijf. Daarnaast is circa 30% van het gebouw gereserveerd voor ateliers en verblijfsruimte voor artists in residence (ook bedoeld voor niet-kunstenaars, zoals wetenschappers), een restaurant en andere publieke en educatieve functies. Het gebouw wordt omringd  door een grote vijver en een parklandschap met een beeldentuin. Aan de noordzijde is een twee verdiepingen hoge botanisch kas gepland, die tegen betaling toegankelijk zal zijn. Een nog op te richten stichting zal het openbare deel van het terrein beheren.

## Prijzen
- 2013: Most Beautiful Piece of Contemporary Design, PAD Londen (consoletafel)
- 2017: Most Beautiful Piece of Contemporary Design, PAD Londen (koperen hoekbank)